# Cerovec pri Črešnjevcu
Cerovec pri Črešnjevcu je naselje u slovenskoj Općini Semiču. Cerovec pri Črešnjevcu se nalazi u pokrajini Dolenjskoj i statističkoj regiji Donjoposavskoj regiji. 

## Stanovništvo
Prema popisu stanovništva iz 2002. godine naselje je imalo 68 stanovnika.